# Malá Tŕňa
Malá Tŕňa (hongrois : Kistoronya) est un village et une municipalité du district de Trebišov de la région de Košice, au sud-est de la Slovaquie.

## Géographie

### Localisation

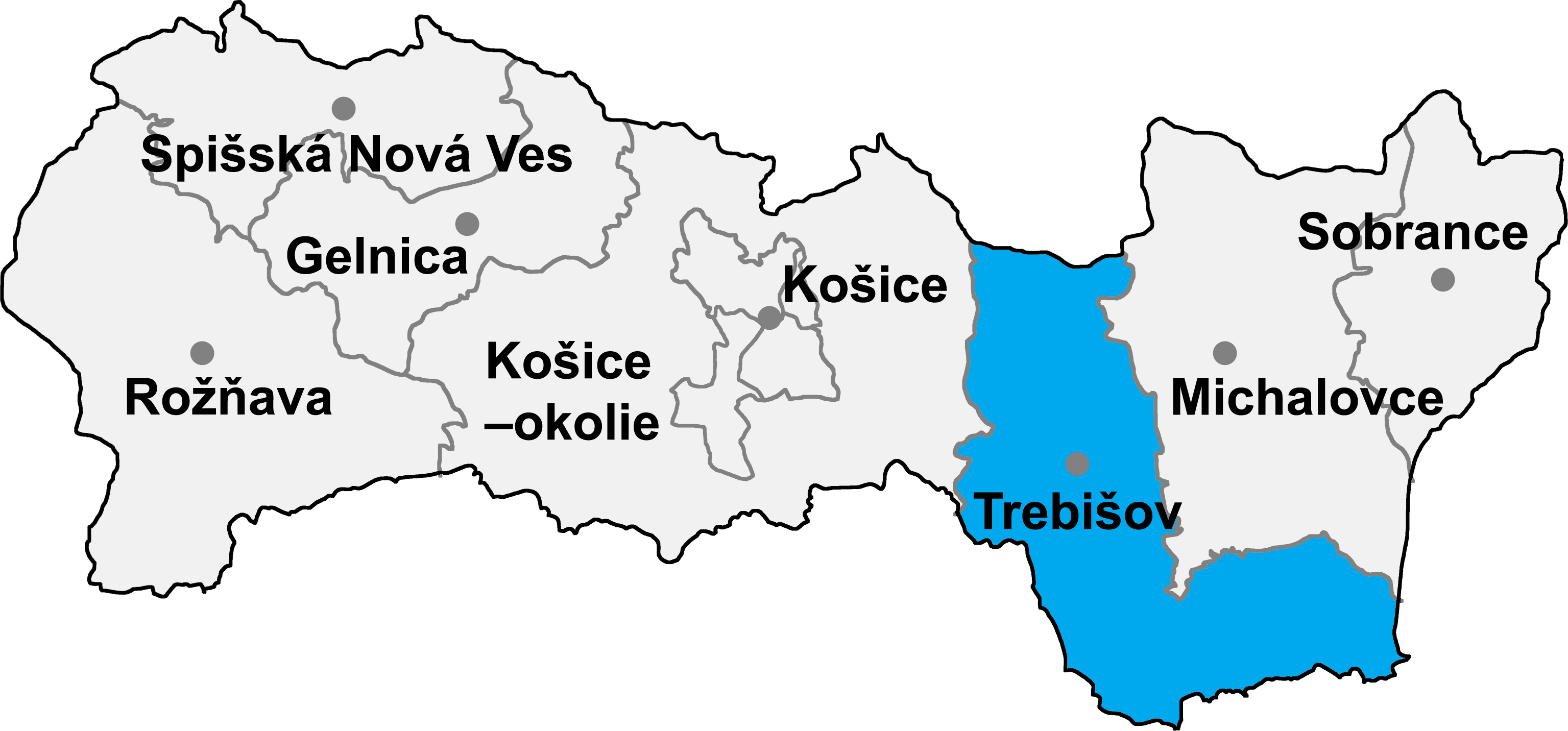
Le district de Trebišov dans la région de Košice.

Le village de Malá Tŕňa est à 186 m d'altitude, et a une superficie de 9,807 km2. Il est à 340 km de Bratislava, à 60 km de Košice et à 23 km au sud de Trebišov, sur le versant sud-ouest des Monts Zemplín, dominant les plaines du sud-ouest. Au sud-ouest, la commune est frontalière avec la Hongrie.

### Climat
Le climat est océanique avec été tempéré (classification de Köppen : Cfb).[réf. nécessaire]

### Géologie
Malá Tŕňa se trouve sur des terrains d'origine volcanique. Les roches volcaniques sont représentées principalement par des andésites, des rhyolites et des tufs. Il y a aussi des sédiments classiques de grès ou des conglomérats.

### Faune
Le grand rhinolophe (Rhinolophus ferrumequinum) est présent dans la commune. On en a observé jusqu'à vingt exemplaires, dans une conduite située dans un vignoble, à 300 mètres du village.

## Histoire

### Préhistoire
Des traces d'agriculture existent déjà 5000 ans av. J.-C. Des outils de pierre et des poteries vernissées du Néolithique ont été retrouvées. On a également retrouvé des traces de peuplement remontant à 5000-4700 av. J. C.

### La période hongroise
Selon certaines sources, le village de Malá Tŕňa existe déjà au XIe siècle. En 1067, un village du nom de Turun est mentionné. Au XIIIe siècle, le lieu-dit porte le nom de Thurul. En 1221, le roi André II de Hongrie fonde une abbaye à Tolna, dans la propriété de Katha. Anton Szirmay affirme qu'il s'agissait d'un monastère paulin, alors que Ferdinand Uličný et Richard Marsina indiquent que ce serait plutôt un couvent des Augustins. Il est vraisemblable que ces derniers ont raison. L'abbaye est détruite, vingt ans plus tard, par les Tatars, et n'est jamais reconstruite. Le roi de Hongrie Bela IV confie à des colons italiens, qu'il installe à Olasz, Sárospatak, Liszka, Tŕňa et Bare, la tâche de replanter les vignes arrachées par les envahisseurs. C'est à cette occasion que les cépages furmint, bokator et ballafant sont importés d'Italie. Un nouveau monastère, construit par Bela IV, à Sátoraljaújhely, en 1257, reçoit Malá Tŕňa et trois autres villages au sud des monts Zemplín.
Durant la seconde moitié du XIIIe siècle, le village appartient aux familles Usz et Tolcsvay, à partir de 1254, puis à Emődy Frakas, à la fin du siècle (1281). On trouve les noms de Thoron, en 1276, Thurona, en 1281, et Toroni, en 1291. Le château de Purustyán acquiert le village, en 1321, à l'occasion d'un échange. Ce dernier devient la propriété de Miklós Perényi en 1380. La première mention écrite de Malá Tŕňa date de 1392, sous la forme possessionibus Kysthoronya.
En 1410, le village est la propriété de Pavol Toronyai (ou Toronský), avant de passer, en 1415, à la famille Csicseri (ou Čičarovských). En 1418, c'est Františkovi Csicseri qui est indiqué, comme propriétaire, alors qu'en 1429, c'est la famille Palóczi. Dans un recensement de 1441, il est indiqué que les familles paysannes de Malá Tŕňa paient douze pièces d'or au roi. On peut en déduire que douze familles vivent alors dans le village. En 1456, le village est possédé par Štefan Bocskai et Štefan Tarkanyi (Trakanský). Une charte de 1475 indique les propriétaires de Malá Tŕňa : le monastère d'Ujhelyi, la famille bourgeoise des Leles et d'autres propriétaires. C'est aussi la première mention explicite de la viticulture à Malá Tŕňa. En 1511, sont mentionnés Petronelu Czékey (Cejkov), Petra Banfy, Imricha Eödönfy, Žofiu Dobóov, Ladislava Gerendy, Jána Czékey (Cejkov) et B. Upori (Uporskyi), parmi les propriétaires.

### Sous la domination des Habsbourg
La Réforme, qui atteint les Monts Zemplín en 1530, voit les moines paulins et les religieuses clarisses expulsés du village par le calviniste Gašpar Dragffi, qui confisque leurs biens. Des participations sont acquises, en 1551, par la famille Tárczay, et, trois ans plus tard, par Jána Paczotha. En 1557, le village compte treize maisons. Il subit l'attaque des Tatars de Crimée et des Turcs, en 1567, qui détruisent les vignes et brûlent onze maisons. C'est à cette époque que sont creusées, dans les tuffières, des caves, qui servent à s'abriter lors des raids, et sont, ultérieurement, utilisées pour stocker le vin. En 1578, à l'extinction de la famille Dragffi, la propriété passe à la famille Dobóov, de Sárospatak, puis aux Rákóczi. En 1582, le recensement indique l'existence de quatorze maisons et celui de 1600 en mentionne 33.

Au XVIIe siècle et au début du XVIIIe siècle, le développement économique du village est stoppé par des soulèvements contre les Habsbourgs et les multiples pillages de l'armée impériale. En juillet 1660, l'armée impériale entre à Malá Tŕňa et boit ou détruit tous les stocks de vin. En 1663, le village est victime d'une épidémie de peste. Après la défaite de l'insurrection de François II Rákóczi, le village revient à François III Donath, avant de passer dans le trésor royal à l'extinction de la famille de ce dernier. Par la suite, le prince Charles Auguste Bretzenheim, puis, plus tard, Gabriel Fischer Lonyay, en sont les propriétaires. En 1715, le recensement compte quinze exploitations viticoles, en 1720, il y en a 19. Après le soulèvement de 1735, 35 des 47 maisons du village sont abandonnées. En 1737, un décret royal inclut Malá Tŕňa dans la zone de production du Tokay. Un texte du 8 avril 1772, sur la forêt communale, donne des informations sur l'état de la viticulture :

« Les montagnes ont assez de raisins, produisent du bon vin, adapté pour le commerce extérieur. [...] les indigènes [...] sont capables de faire de l'argent. »

Au XIXe siècle, le village est dominé par la famille Lóňaiov (Lónyay). La Diète du comté de Sátoraljaujhely confirme, en 1820, l'appartenance de Malá Tŕňa à la zone de production du Tokay. Un nouveau logement est construit, en 1825, pour le maître d'école. Une épidémie de choléra, en 1831, entraîne un soulèvement populaire, qui sera suivi à Malá Tŕňa.

Le vin reste la principale ressource du village. En 1851, Elek Fényes écrit :

« Le vin est particulièrement apprécié pour son goût épicé. »

En 1855, les vignobles appartenant à l'église calviniste sont exemptés de taxes. En 1865, le vignoble de Malá Tŕňa est le plus grand vignoble de Tokay, après celui de Kráľovský Chlmec. L'école est agrandie en 1872. Les travaux coûtent 1 171 florins à l'église réformée, qui emprunte, à cet effet, 500 florins. Dans les années 1880, le vignoble est touché par le phylloxera. Le village est ravagé par deux incendies, en 1884 et en 1903. Au début du XXe siècle, le plus grand propriétaire foncier est le comte Aladár Hardenberg. Kistoronya appartient au royaume de Hongrie jusqu'en 1920.

### Époque moderne
Après le traité de Trianon, le village est, bien qu'il soit habité majoritairement par des Hongrois, rattaché à la Tchécoslovaquie. Une station de recherche sur le vin est créée en 1924. Elle s'occupe de recherche, d'ingénierie agricole, de biologie et de techniques de vinification et fait partie de l'institut national de recherche agricole de Košice. Elle s'occupe du Tokay et des vins de la partie orientale de la Slovaquie. La superficie cultivée par la station passe de 16 hectares en 1927 à 25 hectares, dix ans plus tard, en 1937, à laquelle il faut ajouter 1,5 hectare de pépinière et environ 70 ha d'autres terres. La commune est annexée par la Hongrie de Horthy, après le premier arbitrage de Vienne, le 2 novembre 1938. En 1938, on compte 787 habitants, dont 16 d'origine juive. Malá Tŕňa fait partie du district de Sátoraljaújhely (hongrois : Sátoraljaújhelyi járás). Le nom de la localité, avant la Seconde Guerre mondiale, est Malá Toroňa/Kis-Toronya. Durant la période 1938-1945, le nom hongrois Kistoronya est en usage. La station de recherche viticole passe sous l'autorité du département d'État hongrois. Durant cette période, l'activité de recherche diminue, les terrains correspondants sont affermés et seules les vignes de production restent entretenues.
L'Armée rouge occupe Malá Tŕňa le 2 décembre 1944. 29 habitants du village sont alors mobilisés dans le 1er Corps d'armée tchécoslovaque. L'un d'entre eux, Imrich Puškáš, est tué. À la Libération, la commune est réintégrée dans la Tchécoslovaquie reconstituée. Les Hongrois en sont expulsés, en application des décrets de Beneš. De nombreuses maisons ont été endommagées durant les combats, alors que les habitants s'abritaient dans les caves. Un Comité national est créé par les autorités locales. Le premier président en est Andrej Matúš. En 1945, une loi confisque le domaine des comtes Széchenyi et Čerhove, dont une partie se trouve dans la zone cadastrale de Malá Tŕňa. Les parcelles sont divisées et chaque famille reçoit 4 000 m2 de vignes et 1 000 m2 de terre agricole.
La station de recherche viticole est reprise, en 1945, par le Commissariat de l'Agriculture et de la Réforme agraire. Elle possède alors 20,37 hectares de vignes, principalement à Lastovičie (Fecske), 53,19 hectares de terres arables et d'environ 4 ha d'autres terres. Le village est électrifié en 1949.
Un changement organisationnel important a lieu, en 1951, lorsque la station de recherche devient la propriété de l'État tchécoslovaque. Un an plus tard (1952), elle fait partie de l'Institut de recherche agricole régionale de Košice. En février 1956, elle est rattachée à l'Institut de recherche pour la viticulture et la vinification de Bratislava. Les expériences agrotechniques se consacrent principalement à la taille de la vigne, à l'utilisation de différentes longueurs et au rythme de préparation des porte-greffes, lors du greffage de la vigne. La station fournit également des conseils sur la correction des mauvais vins, sur les moûts et les cultures de levures pures, notamment celles utilisées pour la production du vin de Tokay de Malá Tŕňa. Elle devient le Centre de recherche slovaque de la région viticole de Tokay.
En 1964, les municipalités de Malá Tŕňa et Veľká Tŕňa sont fusionnées. Le premier président du bureau de la nouvelle commune de Tŕňa est Michal Rusinkovič, qui va occuper cette fonction jusqu'en 1974. La cave VHJ Vinárske est créée, en 1977, comme organisation économique d'État. C'est aussi cette année-là que l'éclairage urbain est refait. Le 28 mars 1977, un Comité civil local est créé, pour représenter les intérêts particuliers de Malá Tŕňa. Il est présidé par Jozef Egyed. En font partie la journaliste Mária Begalová, ainsi que Ján Pukluš, Kristína Vassová et Bartolomej Cszonka. Le centre de recherche viticole et œnologique est dissous, en 1978, entraînant la perte des archives. Après cette date, la sélection des raisins de Tokay est faite à l'Institut de recherche sur la viticulture et l'œnologie de Bratislava. En 1979, le clocher du village est démoli et un nouveau cimetière catholique est inauguré. En 1989, les premières élections libres voient le succès du Club démocrate-chrétien et du KSS. La loi 369/90 sur les municipalités transforme le président du Bureau en maire. Une pétition des habitants de Malá Tŕňa entraîne la partition de la commune de Tŕňa. Les 23 et 24 novembre 1990, les citoyens de Malá Tŕňa élisent leur premier conseil municipal depuis 1964. Zoltán Gazdag (KSS) est élu maire, face à deux autres candidats .
En 1993, Malá Tŕňa fait partie de la Slovaquie indépendante.

## Démographie

### Évolution de la population
| Année:               | 1994. | 2004.   | 2014.   | 2024.    |
| -------------------- | ----- | ------- | ------- | -------- |
| Nombre de personnes: | 449   | 451     | 416     | 342      |
| Différence:          |       | +0,44 % | -7,76 % | -17,78 % |

| Année:               | 2023. | 2024.   |
| -------------------- | ----- | ------- |
| Nombre de personnes: | 347   | 342     |
| Différence:          |       | -1,44 % |

## Administration
Malá Tŕňa est dans le fuseau horaire Heure normale d'Europe centrale (UTC+1, UTC+2 à l'heure d'été). Son code NUTS est 513792. L'indicatif téléphonique est 056.
La maire est Monika Rakacká, née en 1952 (MOST-HÍD).
| Période          | Période | Identité       | Étiquette | Qualité |
| ---------------- | ------- | -------------- | --------- | ------- |
| 1944             | 1945    | Andrej Matúš   |           |         |
| 1945             | 1946    | Vojtech Cap    |           |         |
| 1947             | 1948    | Andrej Kancel  |           |         |
| 1949             | 1949    | Jozef Dudáš    |           |         |
| 1950             | 1953    | Daniel Puškáš  |           |         |
| 1954             | 1954    | Mikuláš Čorba  |           |         |
| 1954             | 1964    | Jozef Egyed    |           |         |
| 24 novembre 1990 |         | Zoltán Gazdag  | KSS       |         |
|                  | 2013    | Monika Rakacká | MOST-HÍD  |         |

Les secrétaires de la municipalité sont Michal Michalčík, de 1950 à 1954, Ján Vavrek, de 1954 à 1958, et Jozef Dudáš, de 1958 à 1986. En 1990, la commune compte 208 électeurs de plus de 18 ans

### Armoiries
Les armoiries de la commune sont adoptées le 13 mai 1998. Le blason évoque la viticulture, la principale activité de Malá Tŕňa. La municipalité possède également un drapeau, et un sceau, d'un diamètre de 35 mm. Le drapeau contient toutes les couleurs qui sont représentées sur le blason : rouge, vert, blanc et or. Il est dans le rapport de 2:3.

### Urbanisme
La commune possède un plan directeur.

## Démographie
En 2012, la population de Malá Tŕňa s'élève à 444 habitants.
| 1557 | 1787 | 1828 | 1869 | 1900 | 1910 | 1921 | 1930 | 1938 |
| ---- | ---- | ---- | ---- | ---- | ---- | ---- | ---- | ---- |
| 91   | 374  | 372  | 509  | 605  | 567  | 615  | 702  | 787  |

| 1940 | 1948 | 1991 | 2001 | 2006 | 2008 | 2009 | 2010 | 2011 |
| ---- | ---- | ---- | ---- | ---- | ---- | ---- | ---- | ---- |
| 836  | 908  | 497  | 452  | 439  | 415  | 434  | 415  | 450  |

| 2012 | - | - | - | - | - | - | - | - |
| ---- | - | - | - | - | - | - | - | - |
| 444  | - | - | - | - | - | - | - | - |

| Année | Population slovaque | Population slovaque | Population hongroise | Population hongroise |
|       | Habitants           | Proportion (%)      | Habitants            | Proportion (%)       |
| 1900  | 19                  | 3,1                 | 586                  | 96,9                 |
| 1910  | 37                  | 6,5                 | 529                  | 93,3                 |
| 1930  | 177                 | 25,2                | 425                  | 60,5                 |
| 1991  | 333                 | 67,0                | 163                  | 32,8                 |
| 2001  | 395                 | 87,4                | 56                   | 12,4                 |
| 2011  | 396                 | 88                  | 54                   | 12                   |

## Économie

### Agriculture
Malá Tŕňa est l'un des sept villages slovaques faisant partie de la région viticole de Tokay. Il est situé sur l'itinéraire de la Route des vins de Tokaj. Les vignes cultivées sont des cépages furmint, lipovina et muscat jaune.
Parmi les autres productions agricoles, on peut mentionner les pommes, les pêches, les haricots, le maïs et les pommes de terre.
En 1991, Malá Tŕňa possède 766 ha de terres agricoles (78,4 % de la superficie de la commune), dont 324 ha de terres arables (42,3 % des terres agricoles), 225 ha de vignes (29,4 % des terres agricoles), 31 ha de jardins (4,0 % des terres agricoles), 63 ha de prairies (8,2 % des terres agricoles) et 123 ha de pâturages (16,1 % des terres agricoles). Des 215 ha de terres non agricoles (21,9 % de la superficie de la commune), la forêt occupe la majeure partie, 184 ha (18,8 % de la superficie de la commune), les plans d'eau représentent une superficie de 5 ha (0,5 % de la superficie de la commune), l'espace construit 22 ha (2,2 % de la superficie de la commune) et d'autres usages 3,8 ha (0,4 % de la superficie de la commune).
| Année | Terres arables  | Terres arables | Vignobles       | Vignobles      |
|       | Superficie (ha) | Proportion (%) | Superficie (ha) | Proportion (%) |
| 1851  | 195             | 19,8           |                 |                |
| 1865  |                 |                | 143             | 14,6           |
| 1873  |                 |                | 106,5           | 10,86          |
| 1991  | 324             | 42,3           | 225             | 29,4           |

| Occupation des sols. - Surface agricole (78 %) - Forêt (19 %) - Espace bâti (2 %) - autres (1 %) | Occupation des sols agricoles. - Terre arable (48 %) - Vigne (29 %) - Pâturage (16 %) - Prairie (9 %) - Jardin (4 %) | Évolution, au cours du temps, de la superficie du vignoble. |

### Tourisme

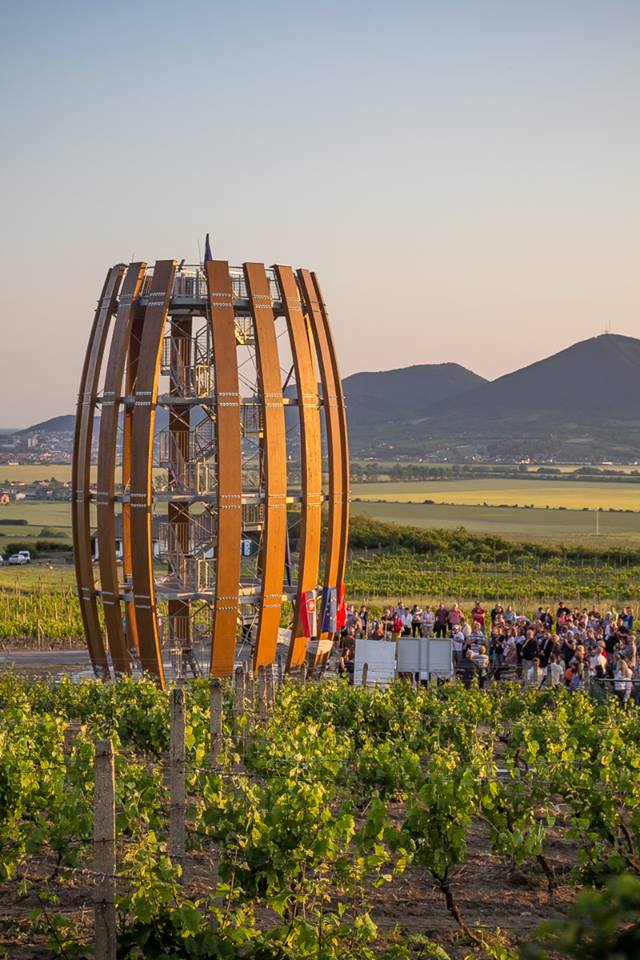
Tour barrique - une attraction touristique de la région.

Malá Tŕňa comporte plusieurs possibilités d'hébergement pour les visiteurs, parmi eux le pension Tokaj Macik Winery s.r.o. qui possède huit chambres et peut accueillir 23 personnes, l'auberge Chalupa Esencia, une maison traditionnelle Slovaque avec un caveau de dégustation indépendant, puis l'auberge Lino installée dans deux maisons indépendantes gérées par un petit vigneron local Frantisek Szathmary.
Le tourisme s'est amélioré dans la région de Tokaj Slovaque grâce au programme de coopération Suisse-Slovaquie 'Tokaj je len Jeden - Tokaj is the only One'. Une tour d'observation inaugurée récemment se situe dans le vignoble entre Malá Tŕňa et Černochov. Elle offre des belles vue sur les vignobles qui l'entourent mais aussi sur la ville hongroise de Sátoraljaújhely ainsi que sur les monts Zemplén. Un office de tourisme a ouvert ses portes à Čerhov afin de fournir des informations utiles aux visiteurs de la région.
La principale attraction touristique de la commune est la dégustation des vins des grands domaines ainsi que des petits producteurs locaux. La région compte 6 grands domaines regroupés dans une association Tokaj Regnum, qui détermine des conditions concernant la production et classification des vins de Tokaj. Cette association organise deux fois par an les journées des caves ouvertes URBAN. C'est un événement qui est devenu très populaire et attire des touristes et amateurs du vin pas seulement Slovaques, mais aussi étrangers.
Une autre association appelée Les Caves de Tokaj a été créée afin de regrouper une vingtaine de petits vignerons de la région. Cette association organise deux fois par an un événement appelé Tokaj Unplugged, une dégustation nocturne au fond des caves historiques de Tokaj.

## Culture
Malá Tŕňa possède une bibliothèque publique. Durant la seconde moitié des années 1970 et pendant les années 1980, le village possède un groupe de théâtre, qui, plus tard, adopte le nom de Tokaj. Ce groupe de théâtre amateur présente un certain nombre de pièces à succès. Ses membres les plus actifs sont Mária Begalová, Mikuláš Szatmary, Štefan Ondo, Helena Dimunová, Helena Ondová, Irena Šerešová, Helena Csonková, Mikuláš Kavčák, Jozef Kavčák et Imrich, Zoltán et Mikuláš Gazdagovci.
Le groupe folklorique Aszú est formé en 1992. Sous la direction de Gabriela Čonku et Arpáda Horkay, il présente les coutumes folkloriques de la région viticole de Tokay, en particulier la transformation traditionnelle du raisin et la production du vin de Tokay. La fanfare du village est dirigée par Janos Gocsik.
À partir de 1995, se tient annuellement un Festival du vin.

## Sites et monuments
Les caves sont des monuments protégés. La région viticole de Tokay fait l'objet d'une demande de classement au Patrimoine mondial, de la part de la Slovaquie, comme c'est déjà le cas du côté hongrois.

### Église
« L'église a été construite grâce au seigneur Michal Kover et sa femme Helena Balasiová lorsqu'Andrej Gál était procureur du village, Andrej Kgyed maire, Pavol Alberti notaire, Juraj Tóth et Michal Vinoe sénateurs. Kover et Balasiová ont donné l'église à la population et au prêtre Jána Mikolai en 1656 »

L'église est utilisée par le culte calviniste. Elle est restaurée, en 1848, comme en témoigne une inscription lapidaire, à l'entrée. À cette époque, le toit est recouvert de bardeaux. À la suite d'un incendie, en 1864, il est renforcé par des barres de fer en 1867, puis les bardeaux sont remplacés par des plaques métalliques, en 1868,. Une nouvelle restauration a lieu au début du XXe siècle, dans le style néo-gothique. L'église comporte plusieurs inscriptions extérieures et intérieures en latin et en hongrois. Le toit et la tour sont endommagés durant la Seconde Guerre mondiale, subissant de nombreux impacts de balles de fusils-mitrailleurs et de mitrailleuses. Une dernière restauration a lieu dans les années 1950. Le bâtiment est inscrit sur la liste des édifices protégés du Bureau des propriétés de la république slovaque,. Parmi les objets conservés dans l'église, on peut noter une coupe en argent doré, avec une inscription en hongrois, et une plaque d'argent doré.

### Manoir
Le manoir, remontant au XVIIIe siècle, est construit sur les fondations de l'ancienne abbaye pauline. Il a servi de station de recherches vinicoles.

## Religion

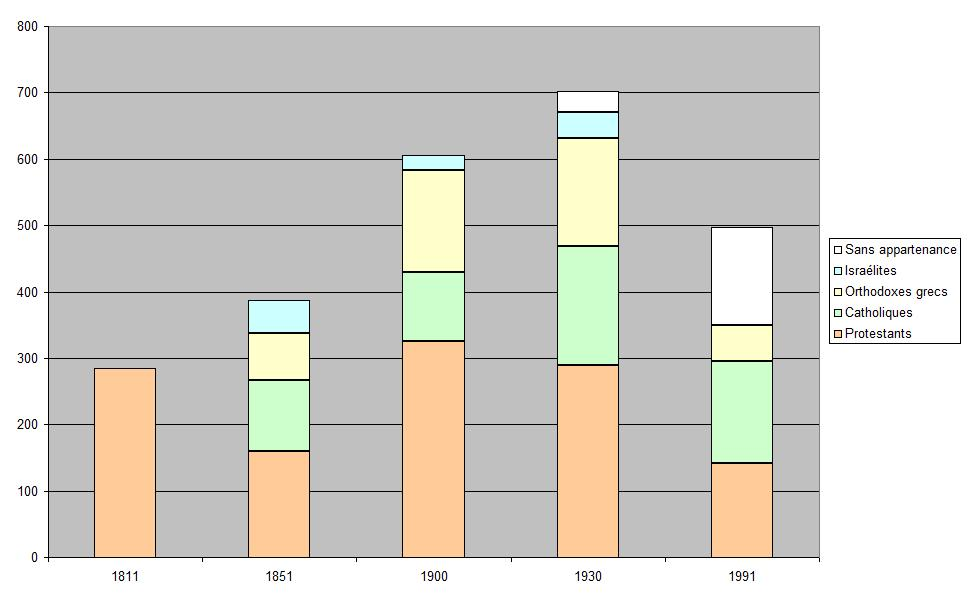
Composition religieuse de la population.

| Année | Protestants | Protestants    | Catholiques | Catholiques    | Orthodoxes grecs | Orthodoxes grecs | Israélites | Israélites     | Sans appartenance religieuse | Sans appartenance religieuse |
|       | Habitants   | Proportion (%) | Habitants   | Proportion (%) | Habitants        | Proportion (%)   | Habitants  | Proportion (%) | Habitants                    | Proportion (%)               |
| 1811  | 284         |                |             |                |                  |                  |            |                |                              |                              |
| 1851  | 159         | 41,1           | 108         | 27,9           | 70               | 18               | 50         | 13             |                              |                              |
| 1900  | 325         | 53,7           | 105         | 17,4           | 153              | 25,3             | 22         | 3,6            |                              |                              |
| 1930  | 290         | 41,3           | 179         | 25,5           | 163              | 23,2             | 38         | 5,4            | 32                           | 4,6                          |
| 1991  | 141         | 28,4           | 155         | 31,2           | 53               | 11               |            |                | 148                          | 29,8                         |

## Transports
L'aéroport le plus proche de Malá Tŕňa est celui de Košice, à 60 km. La gare ferroviaire la plus proche est celle de Čerhov, sur la ligne 190 entre Košice et Čierna nad Tisou, à 4 km. La commune est traversée par la route I/79 Vranov nad Topľou - Čierna nad Tisou, venant de Čerhov, au Nord et se dirigeant vers Slovenské Nové Mesto au sud.

## Enseignement
Malá Tŕňa possède une école maternelle, qui accueille quinze enfants de Malá Tŕňa et Veľká Tŕňa. Elle est gérée par l'église réformée.

## Personnalité liée à la commune
Le sculpteur Július Bottka est né à Malá Tŕňa, le 10 avril 1905.

## Environnement
En 2004, dans le cadre du programme européen PHARE, la municipalité de Malá Tŕňa entreprend la construction d'un assainissement par tout-à-l'égout, d'un coût de 13 220 000 euros. Le projet est conçu par Vojtech Pappa, d'Hydrocoop (Bratislava).